# Chris Holmes
Chris Holmes (Glendale, 23 giugno 1958) è un chitarrista heavy metal statunitense.
Cresciuto a La Cañada, in California, insieme a Blackie Lawless è stato fondamentale per il successo della band heavy metal W.A.S.P..

## Biografia
Chris Holmes suonò in band come Buster Savage, LAX e Slave prima di incontrare Blackie Lawless, grazie ad un inserto nella rivista Hustler Magazine e suonare con i Sister. Entrato negli W.A.S.P. nel 1983, Chris si esibì con tale band fino al 1990. Lasciati gli W.A.S.P. fondò i Psycho Squad e si sposò con Lita Ford.
Holmes rientrò negli W.A.S.P. nel 1996 e vi rimase fino al 2001. È stato anche chitarrista degli L.A. Guns per le esibizioni live. Nel 2002 ritornò con Randy Piper nella band Animal.
Chris attualmente produce testi e canzoni per numerose band statunitensi.

## Il documentarioThe Decline of Western Civilization Part II: The Metal Years
Nel periodo in cui suonava ancora negli W.A.S.P., Holmes partecipò alle riprese del documentario rock The Decline of Western Civilization Part II: The Metal Years. Questo "rockumentario" comprendeva interviste con membri di diverse band famose, come Motörhead, Aerosmith, Poison, Kiss, Megadeth, e altri che parlano del loro stile di vita e della scena metal sviluppatasi a Los Angeles negli anni ottanta.
Holmes è tristemente ricordato per il suo contributo a tale documentario, per il quale venne intervistato mentre galleggiava in una piscina su una sedia gonfiabile, completamente vestito e visibilmente ubriaco. Questa intervista era in netto contrasto con i servizi più scanzonati e divertenti condotti dalla regista Penelope Spheeris alle altre personalità del metal, che rappresentavano in gran parte la figura del rockers come bonario, anche se spesso stupido illuso, animalesco o di partito. Durante l'intervista, Holmes sorrise ubriaco alla telecamera, ritenendo se stesso "un vero e proprio alcolizzato" e "un pezzo di merda", nonostante il successo della sua band, buttandosi più volte in faccia e in bocca del vodka (arrivò addirittura a consumarne tre bottiglie). Alla fine del colloquio, Holmes rovesciò una bottiglia piena di Smirnoff sopra la sua testa mentre, rotolando nel frattempo dalla sedia gonfiabile e finendo in acqua. Durante l'intervista era presente anche la madre di Holmes, Sandy, seduta a bordo piscina, che cerca di ignorare le provocazioni del figlio.

## Discografia solista
- Nothing to Lose (album autoprodotto, CHP) (2012)
- Shitting Bricks (album autoprodotto, CHP) (2015)
- C.H.P. (raccolta, Mighty Music) (2016)